# Kevin Santamaría
Kevin Oswaldo Santamaría Guzmán (ur. 11 stycznia 1993 w Santa Tecla) – salwadorski piłkarz z obywatelstwem gwatemalskim występujący na pozycji ofensywnego pomocnika, reprezentant Salwadoru, od 2023 roku zawodnik peruwiańskiego Comerciantes Unidos.
Otrzymał obywatelstwo gwatemalskie w wyniku kilkuletniego zamieszkiwania w tym kraju. W 2015 roku został zawieszony na dwa lata za stosowanie dopingu.